# Nílusi csata
A nílusi csata, vagy más néven abukíri tengeri csata 1798. augusztus 1-jén zajlott le brit és francia flottakötelékek között, Alexandria közelében, a napóleoni háborúk során.

## A csata előzményei
Napoléon Bonaparte tábornok 1798-ban azt tervezte, hogy Egyiptom megszállásával veszélyezteti a britek uralmát Indiában. Miután kitudódott a franciák terve a brit Admiralitás Nelsont küldte a Földközi-tengerre, hogy felderítse a francia flotta mozgását. Nelsont azonban egy vihar megakadályozta feladatának teljesítésében. 
A francia expedíciós flotta közben elfoglalta Málta szigetét, és innen indult tovább Egyiptomba. Nelson azonban a franciák előtt ért Egyiptomba. Mivel az alexandriai kikötőt üresen találta, visszahajózott Szicíliába, hogy feltöltse készleteit. Eltökélte, hogy felkutatja a francia flottát, ezért visszaindult Egyiptomba, ahol augusztus 1-jén rábukkant a Brueys admirális vezette fő erőkre. A 13 sorhajóból és 4 fregattból álló francia hajóhad az Abukíri-öbölben horgonyzott.

## A csata

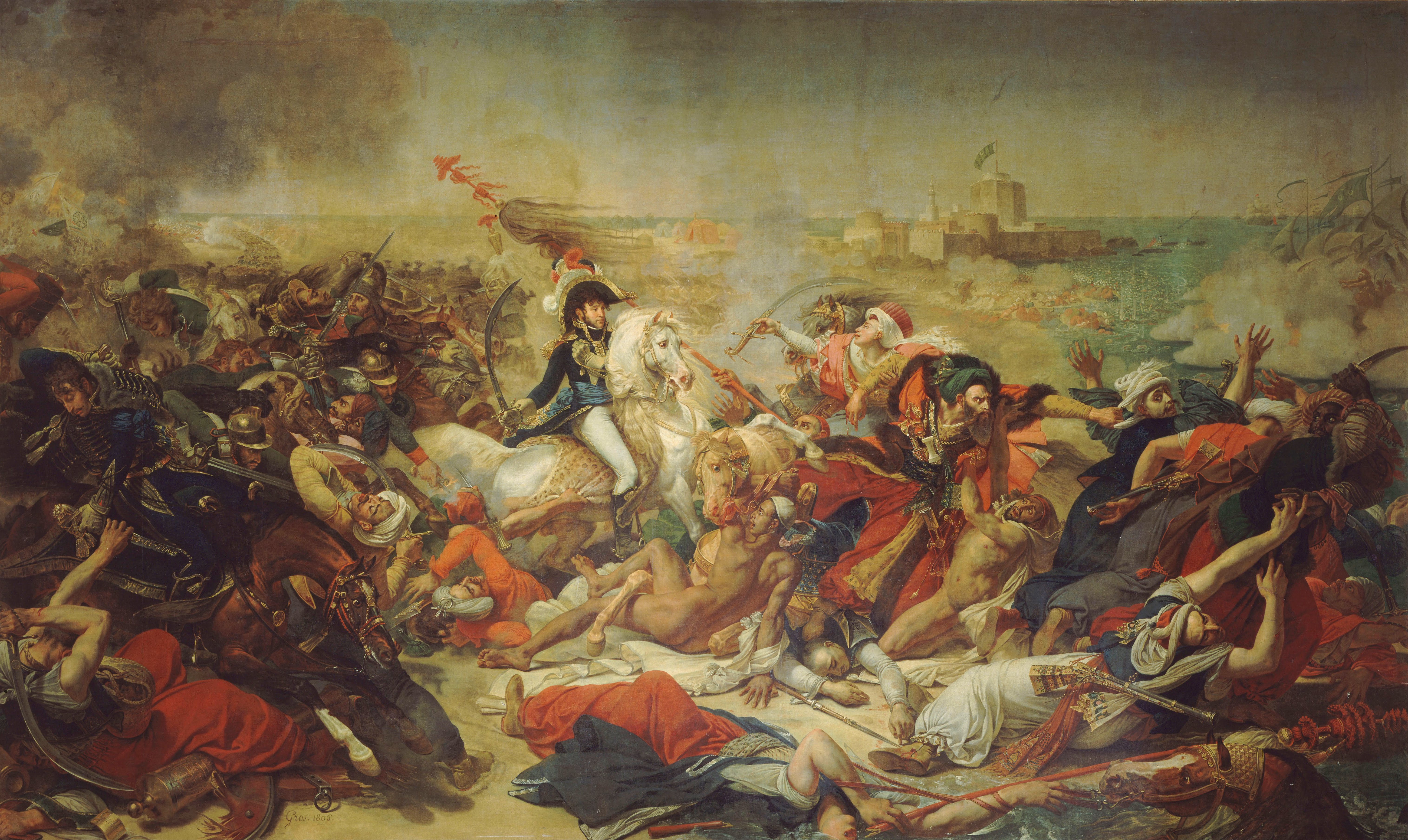
Jean Gros: Az abukiri csata

Hadmozdulatok a nílusi csatában. A brit hajók piros, a francia hajók kék színnel vannak jelölve

A nap már későre járt és a francia hajók kitűnő védelmi állást foglaltak el (egy homokos öbölben sorakoztak fel, amelyet egy oldalról az Abukír szigetén felállított parti üteg is védett). Nelson mégis azonnal kiadta a támadási parancsot. A brit hajóknak sikerült ügyes manőverekkel bejutniuk az öbölbe a franciák mögé. Ádáz küzdelem bontakozott ki. Nelson a fején sebesült meg. 
A csata este tíz órakor érte el a tetőpontját, amikor a francia zászlóshajó, a 120 ágyús Orient felrobbant, és a legénység túlnyomó része – Brueys admirálissal együtt – odaveszett. Egész éjszaka folyt a harc, végül a britek két hajó kivételével valamennyi francia hajót megsemmisítették vagy elfogták.

## Következmény
A nílusi csatának fontos következményei voltak. Bonaparte tábornok hadserege Egyiptomban rekedt és végül vereséget szenvedett. Nem sokkal később Málta a britek kezébe kerül. Ez a két esemény megszilárdította Nagy-Britannia helyzetét a Földközi-tenger térségében. 